# Gilbert Martineau
Pour les articles homonymes, voir Martineau.
Œuvres principales
La Vie quotidienne à Sainte-Hélène au temps de Napoléon
Napoléon se rend aux Anglais
Napoléon et sa famille
Napoléon à Sainte-Hélène 1815-1821
Lord Byron : la malédiction du génie
Franz Liszt
Gilbert Martineau, né le 26 juillet 1918 à Rochefort et mort le 23 août 1995 à La Rochelle, est un officier de marine, un historien de la période napoléonienne, et consul honoraire de France à Sainte-Hélène de 1956 à 1987.

## Biographie

### Formation et carrière militaire
Gilbert Martineau est originaire de la Charente-Maritime avant d'intégrer l'École navale en Bretagne pour sa formation militaire. Présent en Angleterre depuis 1939, il rejoint les rangs de la France Libre en 1940 et devient quartier-maître à bord d'un sous-marin au Royaume-Uni où il sert d'interprète. Il est ensuite affecté en 1943 à Port-Étienne en Afrique-Occidentale française et finit la Seconde Guerre mondiale avec le grade d'enseigne de vaisseau. Officier de marine, il passe deux années (1954-1955) en Corse à la base d'aéronautique navale d'Aspretto comme « chef des services généraux et opérations ».

### Carrière diplomatique
Au terme de sa carrière militaire, Gilbert Martineau fréquente Serge Lifar – qui devient son ami –, Maurice Rostand et sa mère Rosemonde Gérard, Jean Cocteau et Jean-Paul Sartre alors qu'il travaille comme éditeur pour les Guides Nagel. Il devient en 1956 consul honoraire de France à Sainte-Hélène et administrateur des Domaines français de Sainte-Hélène. Il va se consacrer à cette tâche jusqu'en 1987, date à laquelle lui succède à ces fonctions son fils adoptif, Michel Martineau,.
Durant ses trente années passées à Sainte-Hélène, il a publié de nombreux ouvrages sur Napoléon Bonaparte, sa famille et l'île britannique.

## Publications
- La Vie quotidienne à Sainte-Hélène au temps de Napoléon, Hachette, 1986 ; Taillandier, 2005
- Napoléon se rend aux Anglais, Hachette, 1969
- Sainte-Hélène (sous la direction de Jean Mistler), Éditions Rencontre, 1969
- Madame Mère, Éditions France-Empire, 1980
- Napoléon et sa famille, Éditions France-Empire, 1980
- Napoléon à Sainte-Hélène 1815-1821, Tallandier, 1981, prix Marie-Eugène Simon-Henri-Martin de l’Académie française en 1982
- Le Roi de Rome, Éditions France-Empire, 1982 ; réed. 2011
- L'Entente cordiale, Éditions France-Empire, 1984
- Lord Byron : la malédiction du génie, Tallandier, 1984 ; Le Grand Livre du mois, 1995
- Marie-Louise, impératrice des Français, Éditions France-Empire, 1985
- Franz Liszt, Tallandier, 1985
- Pauline Bonaparte, princesse Borghese, Éditions France-Empire, 1986
- Lucien Bonaparte : prince de Canino, Éditions France-Empire, 1989
- Le Retour des cendres, Tallandier, 1990
- Caroline Bonaparte : princesse Murat, reine de Naples, Éditions France-Empire, 1991